# Brasserie St-Feuillien

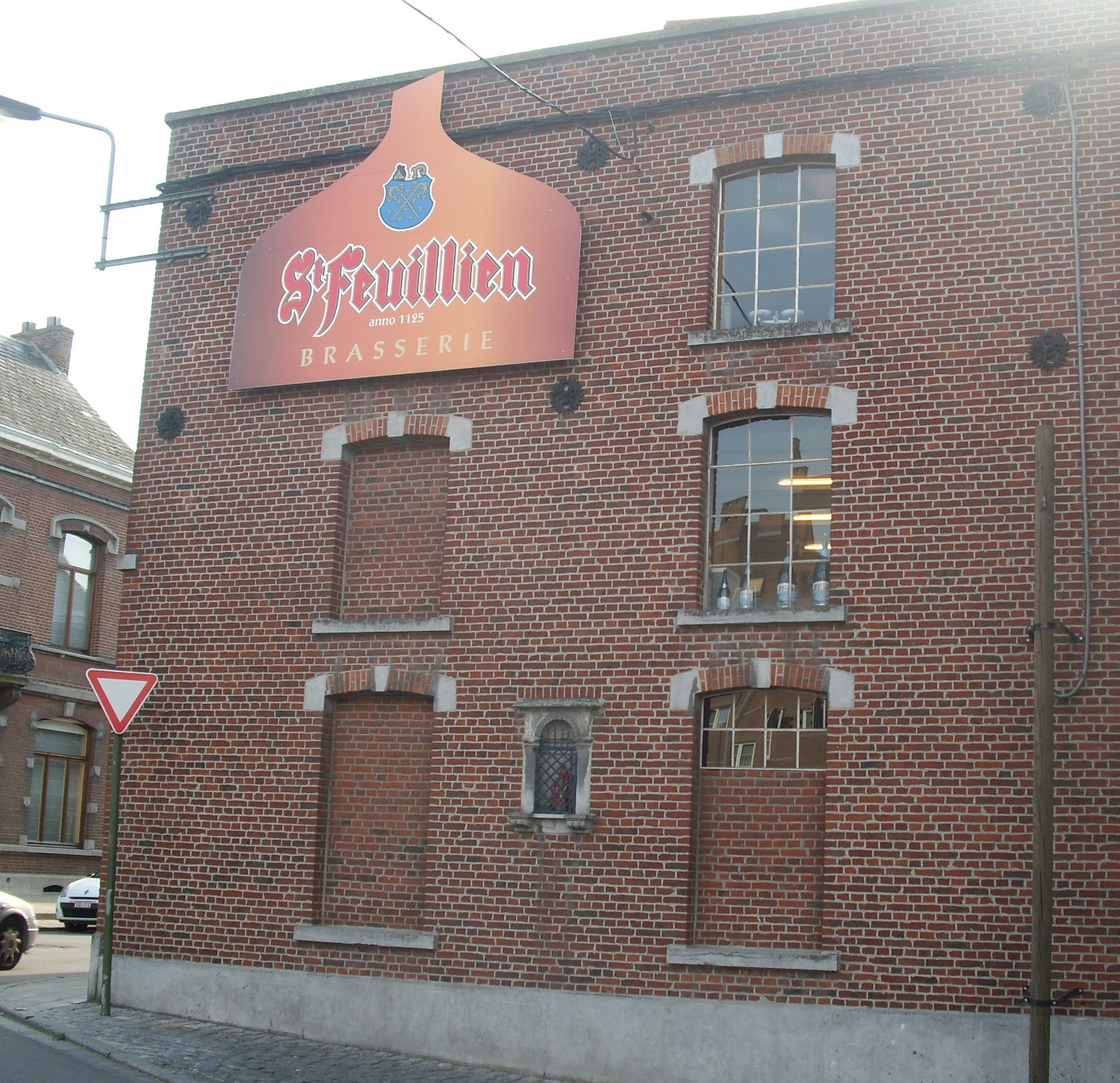
De Brouwerij St-Feuillien in Le Rœulx.

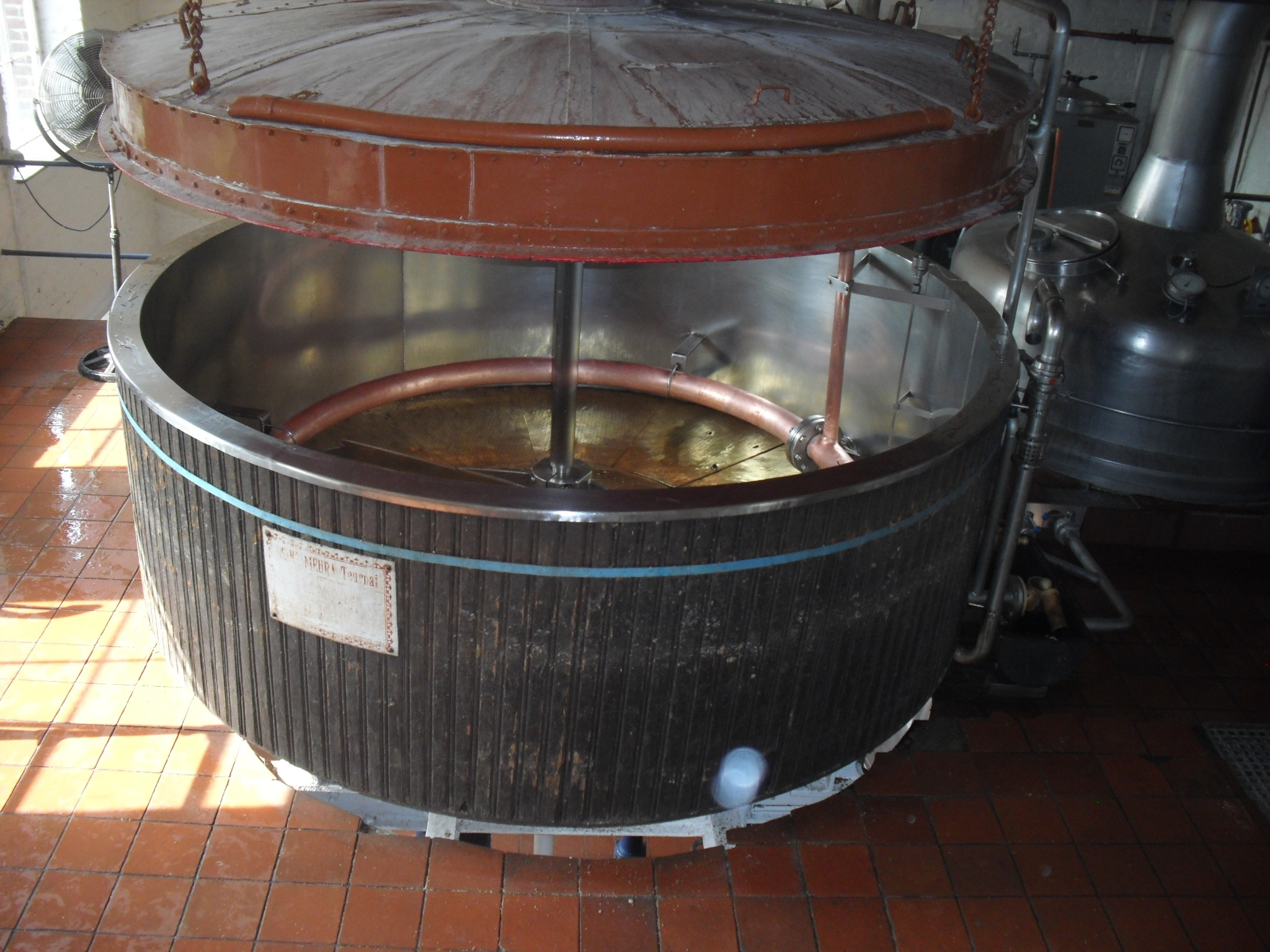
Brouwketel bij brouwerij St-Feuillien

De Brasserie St-Feuillien of de Brasserie Friart is een brouwerij in de Belgische stad Le Rœulx in de provincie Henegouwen.
De brouwerij is genoemd naar de Ierse monnik Feuillien, die in de 7e eeuw leefde en werkte in de omgeving van Le Rœulx. In 655 werd deze monnik mishandeld en vermoord. Deze figuur werd vanaf 1125 terug in herinnering gebracht bij de stichting van de premonstratenzerabdij, waar er onder meer bier werd gebrouwen. Deze activiteit kende een bruusk einde in 1796 wegens de gevolgen van de Franse Revolutie.

## Geschiedenis
In 1873 nam Stéphanie Friart (1841-1911) de draad weer op en begon terug bier te brouwen. Eerst kwamen er de lichtere bieren zoals o.a. de Rhodia Pils, later de abdijbieren. Aanvankelijk lag de uitbating aan de rand van Le Rœulx om zich nadien (1920) te vestigen in het centrum van het stadje. Toen kocht de familie Friart de reeds bestaande gebouwen uit 1893. Op die plaats is de nog steeds uitbreidende brouwerij gevestigd met de vijfde generatie aan het roer. De huidig afgevaardigd-beheerder Benoît Friart is tevens burgemeester van Le Roeulx. Hij leidt er de partij IC, een samengaan tussen het CDH en MR.
In de moeilijke jaren ging het ook minder met Brouwerij Friart. 1980 werd de productie stil gelegd. Benoît Friart startte opnieuw met brouwen in 1986 en haal de zijn zus Dominique Friart erbij voor het management en de PR.
Het productieproces heeft nog altijd plaats in de oorspronkelijke gebouwen, terwijl de koeling en bewaring gebeurt in moderne installaties en ruimten. Een commerciële uitbating die streeft naar traditie, originaliteit en verbondenheid met de streek. Bij een sterke vraag wordt een deel van de productie uitbesteed bij de Brasserie du Bocq uit Purnode.
St-Feuillien heeft een jaarproductie van 33.000 hl. Het bottelen van de gewone flessen gebeurt in een extern bedrijf. De grotere flessen - magnum 1,5 l, jeroboam 3 l, mathusalem 6 l en de salmanazar 9 liter - worden ter plaatse afgevuld en blijven nog een tijd liggen voor nagisting.

## Bieren
- Abdijbieren: St-Feuillien Blond (7,5%), Bruin Réserve (8,5%), Tripel (8,5%), Kerstbier (9%) en Grand Cru (9,5%)
- Saison St-Feuillien - 6,5%
- Grisette: Blond, Wit, Bosvruchten, Cerise - tussen 3,5 en 5%
- Léon 1893 - blond - 6,5% - speciaal gebrouwen voor Chez Léon, gelegen in de Beenhouwersstraat te Brussel
- Belgian Coast IPA - India Pale Ale bier, 5,5 %, geïntroduceerd in 2016[2]